# Onthophagus knausi
Onthophagus knausi es una especie de insecto del género Onthophagus de la familia Scarabaeidae del orden Coleoptera.
 Fue descrita en 1927 por Brown.
Los machos mayores miden  4.3 a 4.9 mm de longitud, los machos menores miden 3.6 a 4.2 mm y las hembras
3.5 a 5 mm. Se encuentran en Estados Unidos. Se alimentan de materia fecal de ciervos. Los adultos son activos de abril a septiembre y todo el año más al sur.